# Chiesa di San Giorgio (Albano Sant'Alessandro)
La chiesa di San Giorgio di Albano Sant'Alessandro si trova nel territorio dell'omonimo comune in provincia di Bergamo. Inoltre, è filiale della parrocchiale dei Santi Cornelio e Cipriano.

## Storia e Descrizione
Si tratta di un piccolo edificio ecclesiale romanico  dall'esterno completamente ricoperto dall'intonaco che ne ha nascosto l'originario aspetto murario.
La costruzione a pianta rettangolare e ad aula unica termina con  l'abside semicircolare ben conservata.
Di incerta datazione, probabilmente dell'XII secolo, si inserisce perfettamente nel panorama architettonico romanico bergamasco.
La chiesa è stata costruita sulla cima della collina omonima in ottima posizione panoramica da cui si può godere la vista della sottostante pianura.
Un'acquasantiera medievale, posta all'interno della chiesa ne testimonia l'uso durante il medioevo. L'acquasantiera, in pietra, ha forma semisferica con incisa una croce.